# Zuttiyeh-Höhle
Koordinaten: 32° 51′ 0″ N, 35° 30′ 0″ O

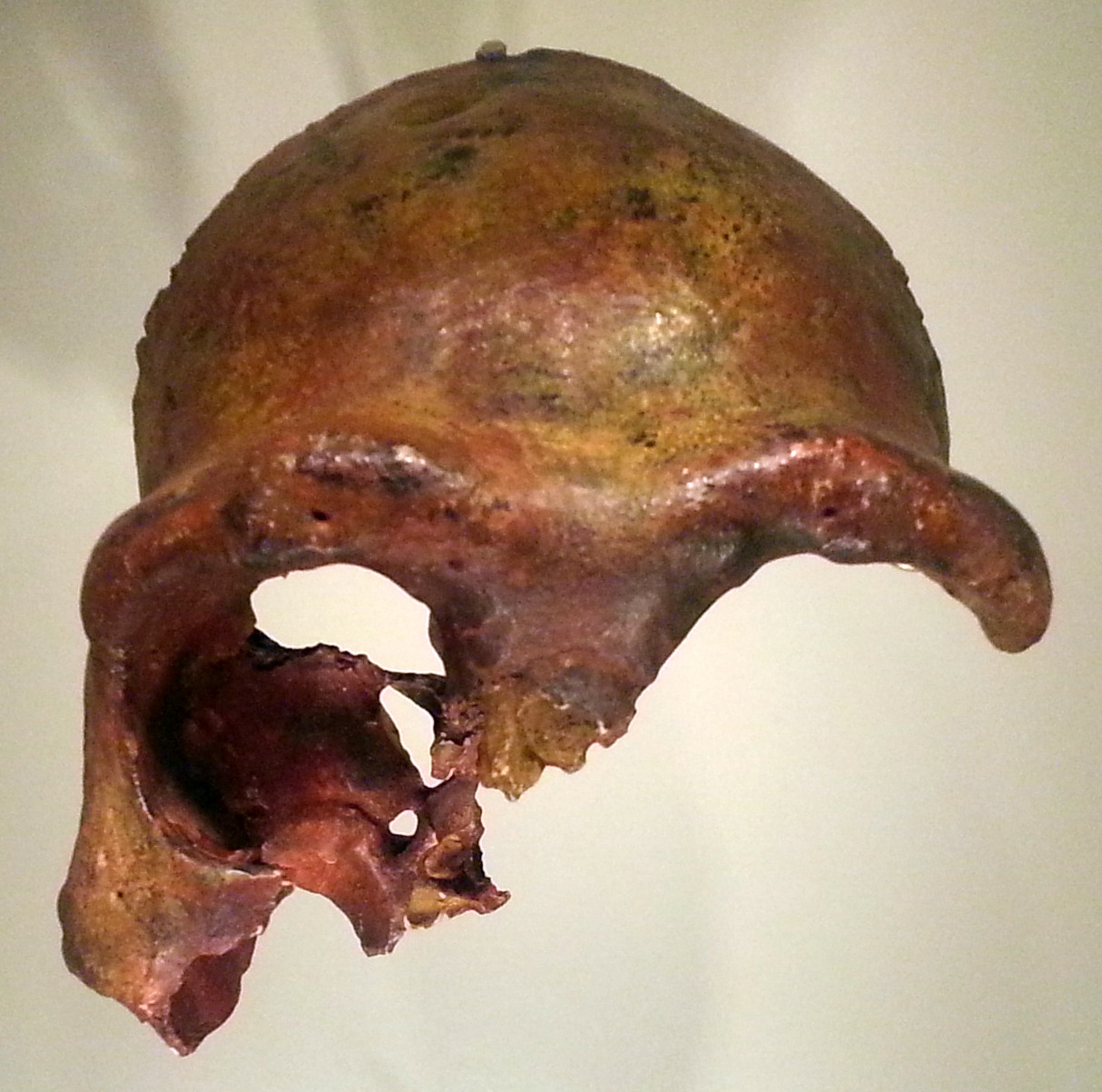
Schädel des „Galiläa-Mannes“ (Nachbildung)

Die Zuttiyeh-Höhle (arabisch مَغَارَةُ الزُّوتِيَّةِ, DMG Muġārat al-Zūtiyyah ‚Höhle der Räuber‘, hebräisch מְעָרַת זוּטִיָּה Məʿarat Sūṭijjah) ist eine archäologische und paläoanthropologische Fundstätte in Migdal, Israel, am Rande des Wadis des Nachal Ammud, rund 3,5 Kilometer nordwestlich des See Genezareth. Die Höhle liegt in Migdals nördlichen Gemeindegebiet.

## Die Höhle
Die Zuttiyeh-Höhle befindet sich ungefähr 30 Meter über der Talsohle des Wadis und 148 Meter über dem Meeresspiegel. Sie besteht aus einer großen, aus Kalkstein ausgewaschenen Kammer von 20 Metern Tiefe, 12 bis 18 Metern Breite, ihr Eingang – zehn Meter hoch und 13 Meter breit – öffnet sich nach Westen. Unter Leitung des britischen Archäologen Francis Turville-Petre fand 1925 und 1926 die erste Erforschung der Höhle und zugleich die erste paläoanthropologische Grabung in Palästina statt. Die Helfer von Turville-Petre entfernten rund 550 Kubikmeter Sedimente aus der Höhle.

## Funde
Während der Ausgrabungen von Francis Turville-Petre kam das Fragment eines Schädels mit fast vollständig erhaltenem Stirnbein, teilweise erhaltenem linkem Jochbein und auffälligem Überaugenwulst zutage. Es war das erste Fossil eines frühen Verwandten der Vorfahren des anatomisch modernen Menschen (Homo sapiens), das in Vorderasien entdeckt wurde; Turville-Petre bezeichnete es als Galilee Skull („Galiläa-Schädel“). Zudem wurden zahlreiche Steinwerkzeuge geborgen, deren Gestalt auf ein Alter von rund 200.000 Jahren schließen lässt. In den 1970er-Jahren wurden bei neuerlichen Grabungen weitere Steinwerkzeuge freigelegt.
Als schwierig erweist sich auch heute noch die stammesgeschichtliche Einordnung des Schädels. Arthur Keith bezeichnete ihn 1927 in der ersten wissenschaftlichen Beschreibung als „neanderthaloid“, ordnete ihn also – wie zuvor bereits 1925 während einer Fachtagung – dem Formenkreis des bis dahin nur aus Europa bekannten Neandertalers zu. Diese Interpretation findet man derzeit auch im Artikel Zuttiyeh auf der Website der Smithsonian Institution zur Stammesgeschichte des Menschen. Andere Forscher schrieben ihn dem archaischen Homo sapiens zu, und Milford H. Wolpoff sah in ihm 1993 sogar einen wahrscheinlichen Abkömmling der Peking-Menschen aus Zhoukoudian. Eine Forschergruppe vom Max-Planck-Institut für evolutionäre Anthropologie um Katerina Harvati-Papatheodorou und Jean-Jacques Hublin wies schließlich 2012 auf gemeinsame Merkmale des Schädels mit den Fossilien Shanidar 5 (Neandertaler), Arago XXI (Homo heidelbergensis) und Skhul V (früher Homo sapiens) hin, verzichtete aber auf eine abschließende Festlegung seiner stammesgeschichtlichen Position. Bernard Wood erwähnt in seiner Wiley-Blackwell Encyclopedia of Human Evolution, die Merkmale des Schädels könnten dahingehend interpretiert werden, dass der Zuttiyeh-Schädel zu einer Population gehört, aus der später die Bewohner der Skhul-Höhle hervorgegangen sind.

## Belege
1. ↑  Itzik Gisis, Ofer Bar-Yosef: New excavation in Zuttiyeh Cave, Wadi Amud, Israel. In: Paléorient. Band 2, Nr. 1, 1974, S. 175–180, Volltext.
2. 1 2  Eintrag Zuttiyeh in: Bernard Wood (Hrsg.): Wiley-Blackwell Encyclopedia of Human Evolution. 2 Bände. Wiley-Blackwell, Chichester u. a. 2011, ISBN 978-1-4051-5510-6.
3. ↑  Arthur Keith: A report on the Galilee skull. In: Francis Turville-Petre (Hrsg.): Researches in Prehistoric Galilee. British School of Archaeology in Jerusalem, London 1927, S. 53–106.
4. ↑  Watson Davis: The Galilee Skull. In: (ders.): The Southampton Meeting of the British Association. In: Science. Band 62, Nr. 1602, 1925, S. x–xi, doi:10.1126/science.62.1602.x.u.
5. ↑  Zuttiyeh. Auf: humanorigins.si.edu, eingesehen am 17. Januar 2021.
6. ↑  Valéry Zeitoun: The taxinomical position of the skull of Zuttiyeh. In: Comptes Rendus de l'Académie des Sciences – Series IIA – Earth and Planetary Science. Band 332, Nr. 8, 2001, S. 521–525, doi:10.1016/S1251-8050(01)01568-3.
7. ↑  Songy Sohn und Milford H. Wolpoff: Zuttiyeh face: A view from the east. In: American Journal of Physical Anthropology. Band 91, Nr. 3, 1993, S. 325–347, doi:10.1002/ajpa.1330910307.
8. ↑  Sarah E. Freidline et al.: A comprehensive morphometric analysis of the frontal and zygomatic bone of the Zuttiyeh fossil from Israel. In: Journal of Human Evolution. Band 62, Nr. 2, 2012, S. 225–241, doi:10.1016/j.jhevol.2011.11.005.